# Sora (stolica tytularna)
Sora (łac. Soranus) – stolica starożytnej diecezji w prowincji rzymskiej Paflagonia jako sufragania archidiecezji Gangra, współcześnie w północnej Turcji, obecnie katolickie biskupstwo tytularne.

## Biskupi
| Lp. | Biskup                             | Funkcja                                                | Od                | Do                   |
| --- | ---------------------------------- | ------------------------------------------------------ | ----------------- | -------------------- |
| 1   | Jan Baptist Pitaval                | biskup pomocniczy diecezji Santa Fe (Nowy Meksyk, USA) | 15 maja 1902      | 3 stycznia 1909      |
| 2   | Antonio del Carmen Monestel Zamora | biskup koadiutor diecezji Comayagua (Honduras)         | 23 lutego 1915    | 10 marca 1921        |
| 3   | Daniel Champavier                  | biskup pomocniczy diecezji Marsylii (Francja)          | 21 listopada 1921 | 19 stycznia 1923     |
| 4   | Josef Deitmer                      | biskup pomocniczy diecezji wrocławskiej                | 19 lutego 1923    | 16 stycznia 1929     |
| 5   | William Finnemann SVD              | biskup pomocniczy diecezji Manila (Filipiny)           | 8 lutego 1929     | 26 października 1942 |
| 6   | Alonso Manuel Escalante MM         | wikariusz apostolski diecezji Pando (Boliwia)          | 13 stycznia 1943  | 14 czerwca 1967      |